# Zwartrugbosmier
De zwartrugbosmier (Formica pratensis) is een mierensoort uit de onderfamilie van de schubmieren (Formicinae). De wetenschappelijke naam van de soort is voor het eerst geldig gepubliceerd in 1783 door Retzius.

De soort lijkt sterk op de twee soorten rode bosmier.